# Charlotte Wolff
Charlotte Wolff (ur. 30 września 1897 w Prabutach, zm. 12 września 1986 w Londynie) – lekarka, psychoterapeutka, badaczka chirologii (odczytywania z dłoni informacji o zdrowiu psychicznym i fizycznym), feministka pochodzenia żydowskiego, autorka książek o miłości lesbijskiej i biseksualności, pionierka planowania rodziny oraz zapobiegania ciąży.

## Życiorys
Przyszła na świat w liberalnej niemiecko-żydowskiej rodzinie, w której świętowano zarówno szabat, jak i Wigilię Bożego Narodzenia. Była drugą córką Hansa Wolff (1871–?), handlarza zbożem, i Irene z Engelów (1874–?).
Nie identyfikowała się z żadną religią. Gdy uczestniczyła w uroczystościach w synagodze, wyrażała sprzeciw wobec rozdzielenia przestrzeni na męską i żeńską. Od najmłodszych lat ubierała się po męsku. Jako nastolatka zaczęła się identyfikować jako lesbijka. Sporadycznie cierpiała na agorafobię.
Ukończyła szkołę Victoriaschule w Gdańsku (dziś budynek Uniwersytetu Gdańskiego przy ul. Kładki 24), a następnie szkołę realną w Dreźnie. W 1920 skończyła studia filozoficzne i literaturoznawcze na Uniwersytecie we Fryburgu. Słuchała wykładów m.in. Edmunda Husserla i Martina Heideggera. Z powodów pragmatycznych podjęła studia medyczne. Uczyła się w Königsbergu oraz Tybindze. W 1926 w Berlinie obroniła doktorat z medycyny.
W czasie stażu na oddziale chorób skórnych i wenerycznych w szpitalu Virchow leczyła prostytutki. Pracowała w klinikach leczących ubogie osoby bez ubezpieczenia medycznego w Neukölln w Berlinie. Edukowała ubogie kobiety na temat zapobiegania ciąży i planowania rodziny. W 1931 zaczęła pracę w Instytucie Terapii Elektrofizycznej w klinice w Neukölln. Przez rok pełniła rolę jego dyrektorki. Prowadziła prywatną praktykę medyczną i psychoterapeutyczną.
Nie należała do żadnej partii, ale była aktywną członkinią Stowarzyszenia Socjaldemokratycznych Lekarzy (Verein Sozialistischer Ärzten) i sympatyzowała z Niezależną Socjaldemokratyczną Partią Niemiec (Unabhängige Sozialdemokratische Partei).
Kiedy władzę w Niemczech przejęli naziści, a niemiecka partnerka ze strachu przed władzą zostawiła ją, Wolff, zwolniona z pracy i pozbawiona praw do leczenia, została aresztowana ze względu na pochodzenie. Oskarżano ją o szpiegostwo oraz noszenie się po męsku. Dzięki strażnikowi, mężowi kobiety, której wcześniej pomogła, uciekła do Francji. Później wyjechała do Anglii. Przestała uważać się za Niemkę. Mówiła, że jest Żydówką z brytyjskim paszportem.
W Londynie związała się ze środowiskiem kwakrów oraz artystyczną elitą miasta. Z powodu zakazu pracy jako lekarka (emigranci nie mogli wykonywać tego zawodu) zajęła się psychologią, psychoterapią oraz chirologią. W 1937 otrzymała prawo pobytu w Anglii i pozwolenie na wykonywanie zawodu psychoterapeutki.
W latach 60. XX w. zainteresowała się badaniami nad homoseksualnością. Dzięki swoim publikacjom stała się ikoną środowisk LGBT w Anglii i Niemczech, choć do ojczystego kraju pojechała dopiero w 1974. Była zapraszana na wykłady i prelekcje.

## Publikacje
Pisała już od czasów studiów. Część poezji z tego okresu opublikowano.
Chirologii poświęciła kilka publikacji: Studies in Hand Reading, The Human Hand oraz The Hand in Psychological Diagnosis (1936–1950).
W 1971 na podstawie ponad 100 wywiadów z lesbijkami wydała książkę Love Between Women. W 1977 opublikowano jej Bisexuality. A Study, przygotowaną podobnie jak poprzednia książka. Napisała również powieść o miłości między dojrzałymi kobietami. Krótko przed śmiercią wydała biografię niemieckiego lekarza seksuologa, pochodzenia żydowskiego, Magnusa Hirschfelda, zwolennika równouprawnienia mniejszości seksualnych.